# بيل جونسون (لاعب كرة قاعدة أمريكي)
بيل جونسون (بالإنجليزية: Bill Johnson)‏ هو لاعب كرة قاعدة أمريكي، ولد في 6 أكتوبر 1960 في ويلمنغتون في الولايات المتحدة، وتوفي بنفس المكان في 20 يناير 2018.

## وصلات خارجية
- ويليام جونسون على موقعبيزبول رفرنس.كوم (الدوري الرئيسي) (الإنجليزية)
- ويليام جونسون على موقعبيزبول رفرنس.كوم (الدوري الثانوي) (الإنجليزية)